# Ріо-Нуево (Беліз)
Ріо-Нуево або Нью-Рівер (англ. New River) — річка в округах Ориндж-Волк та Коросаль, що в Белізі. Річка входить до числа найбільших в країні із довжиною до 132 км, та площею басейну до 2000 km². Свої води несе на північ країни, до Карибського моря, в затоку-бухту Четумаль, зокрема в бухту Коросаль.
Протікає територією двох округів та поруч чи по берегах якої розташовано зо 2 десятка поселень. В окрузі Ориндж-Волк поселення: Індіан Чарч, Ламанаї, Шіпярд, Ориндж-Волк, Сан-Естеван. В окрузі Коросаль, тече поруч поселень: Каледонія (Caledonia), Лібертад (Libertad), Консепсіон (Concepcion) та Сан-Хоакін (San Joaquin).
Витік річки знаходиться в густих лісах округу Оринд-Волк, на невеличкому підвищенні, яке є частиною Пагорбів Ялбак (Yalbac Hills), що знаходяться на південному сході Юкатанської низовини, зокрема, заболочених рівнин Юкатанської платформи.
Уже з середини своєї течії, річка формує широку пойму (інколи шириною в 2 км), заповнену болотами та старицями. Відтак, річище стає глибоким з невисокими берегами, в'ється поміж десяток тропічних озер-боліт. При впадінні до моря утворює просте гирло.
Назви річки Ріо-Нуево або Нью-Рівер, відповідно на іспанський та англійський манер. У белізців прийнято її називати на кшталт «нової річки», адже найбільша річка річка країни, за якою і названо її — Беліз, в простонароді називається «стара річка».
Флора і фауна річки притаманна саме тропічній флорі та фауні. Тут водяться крокодили та сотні видів птахів.
Чимало берегових площ і пойма річки були піддані меліорації та осушуванню, відтак довкола неї розкинулися фермерські сільськогосподарські угіддя (особливо в серединній її частині).